# Ocularia abyssinica
Ocularia abyssinica är en skalbaggsart som beskrevs av Teocchi, Jiroux, Sudre, Jiroux och Henri L. Sudre 2004. Ocularia abyssinica ingår i släktet Ocularia och familjen långhorningar. Inga underarter finns listade i Catalogue of Life.